# IMAX
IMAX (forkortelse af "Image Maximum") er et filmformat opfundet af Canadas IMAX Corporation. IMAX har kapacitet til at optage og fremvise billeder af langt større størrelse og opløsning end konventionelle film-systemer. Siden 2002 er nogle spillefilm blevet opgraderet til IMAX-format, og nogle er også blevet delvist optaget med særlige IMAX-kameraer. IMAX-formatet understøtter både 2D og 3D. I slutningen af 2020 eksisterede der 1622 IMAX-biografer fordelt i 78 lande. I Danmark findes to af Skandinaviens fire IMAX-biografer til spillefilm i hhv. CinemaxX i København Arkiveret 17. juni 2015 hos  Wayback Machine og i CinemaxX i Aarhus. De to andre IMAX-biografer i Skandinavien ligger hhv. i Oslo og Stockholm. Alle salene benytter IMAX Digital projektion på nær Odeon Oslo som benytter sig af IMAX Dual 4K Laser. Planetariet i København kan afvikle dokumentar- og undervisningsfilm udviklet til et selvstændigt format kaldet IMAX DOME.

## IMAX-formatet
Der findes forskellige IMAX-formater designet til at vise forskellige typer film i forskellige slags sale. IMAX til biograffilm og IMAX DOME.
IMAX DOME (originalt kaldet OMNIMAX) er et selvstændigt format og er designet til fremvisning med en filmprojektor i videnscentre eller museer med kuppellærred. Det bruges ofte til undervisnings- og naturfilm. Desuden kan OMNIMAX kun vise film af en times længde grundet spolestørrelsen.
Når en spillefilm vises i IMAX-format, bruges der to digitale projektører frem for én, som er standarden i biografer. Derudover gennemgår alle spillefilm der vises i IMAX en særlig redigeringsproces, hvor billed- og lydside opgraderes gennem en særlig DMR®-proces (Digital Media Remastering). I en IMAX-sal er der desuden særligt formulerede krav til sæder, hældning i salen, lydbeklædning og lignende.
Et IMAX-biograflærred til spillefilm er større end konventionelle biograflærreder og er desuden buet. En IMAX-biograf kan derfor vise helt op til 40 % mere af billedet end konventionelle lærreder (1.43:1 billedformat), hvilket giver et næsten kvadratisk billede. De fleste IMAX-lærreder har et filmformat svarende til 1.9:1 som giver omkring 26 % mere billede i top og bund sammenlignet med CinemaScope 2.4:1.
Alle IMAX-spillefilm gennemgår den patenterede filmproces kaldet DMR (Digital Media Remastering). IMAX DMR-processen muliggør at også konventionelle film kan opgraderes til IMAX-format. Når en film gennemgår DMR-processen, er det både billed- og lyd-siden der redigeres. Den første officielle brug af DMR-redigeringsprocessen skete i 2002 med udgivelsen af ’Star Wars Episode II: Attack of the Clones’ og en genudgivelse af 'Apollo 13' fra 1995.

## IMAX i Danmark
I Danmark kan undervisning og naturfilm opleves i IMAX DOME i Tycho Brahe Planetariet. Hos CinemaxX i København og Aarhus kan biograffilm opleves i IMAX og IMAX 3D.
Planetariet i København var den første filmfremviser til at bruge IMAX-formatet i Danmark. Her kan besøgende opleve natur- og undervisningsfilm i IMAX DOME. CinemaxX-biografen i København var den første biograf i Norden til at tilbyde IMAX og IMAX 3D spillefilm. Den danske IMAX-biograf åbnede den 23. april 2015, hvor ’Avengers: Age of Ultron' var den første film, der blev vist. IMAX-salen hos CinemaxX har 550 sæder og et lærred på over 250 m2. Lærredet er dermed også et af Nordens største. CinemaxX i København har kun mulighed for at vise IMAX Digital, og ikke IMAX Laser eller IMAX 70mm/15 perf.[kilde mangler]
Den 14. december 2016 åbnede Skandinaviens tredje IMAX-biograf hos CinemaxX i BRUUN’s galleri i Aarhus. Biografen åbnede med filmen 'Rogue One: A Star Wars Story'. Den nye IMAX-sal – som erstatter den gamle sal 1 – rummer 417 luksuspladser og har Jyllands største lærred på over 200 m2.

## Film i IMAX
- Apollo 13 (2002): Første biograffilm opgraderet til IMAX-format ved hjælp af IMAX DMR-teknologi.
- The Dark Knight (2008): Første Hollywoodfilm der benyttede IMAX–kameraer til udvalgte scener i filmen.
- Skyfall (2012): Første film der blev formateret særligt til IMAX-biografer i 1.9:1 format, hvilket betød 26% mere billede i højden end den alm. biografversion.
- Transformers: Age of Extinction (2014) og Star Wars – The Force Awakens (2015): Første film der benyttede IMAX 3D-kamera til udvalgte scener i filmen.
- Captain America: Civil War (2016): Første film der delvist optages med det nye IMAX/Arri 2D-kamera.[6]